# Ríos de Irlanda

## Geografía de los ríos de Irlanda
véase también: Geografía de Irlanda
El río más importante de Irlanda es el Shannon, 386 km, el de mayor longitud no solo de Irlanda, sino de las islas británicas, que separa el interior del país de la costa oeste de Irlanda. El río se desarrolla a lo largo de tres lagos o loughs en su curso: el Lough Allen, Lough Ree y el Lough Derg. De ellos, el Lough Derg es el mayor. El río Shannon desemboca en el océano Atlántico a la altura de Limerick en el estuario que lleva el nombre del propio río. Otros ríos importantes son el Liffey, el Lee, el Blackwater, el Nore, el Suir, el Barrow y el Boyne.

## Historia de los ríos de Irlanda
véase también: Historia de Irlanda
Los ríos irlandeses se han utilizado como vía de transporte desde tiempo inmemorial. Los vikingos los utilizaron para alcanzar el interior de Irlanda y saquear sus poblaciones. El marino vikingo, Thormodr Helgason, utilizó su base en la costa occidental para arrasar poblados a lo largo del río Shannon desde el Lough Derg hasta el Lough Ree. En el año 937 los vikingos del reino de Limerick lucharon contra los del reino de Dublín en el lago Ree y fueron derrotados. En 943 fueron derrotados de nuevo por el jefe de un clan local (los Dalcasianos) que se había unido a Ceallachan, rey de Munster y fueron obligados a pagar tributo a los clanes. El poder de los vikingos nunca volvió a ser el que fuera y quedaron reducidos al nivel de un clan menor en las luchas por el poder de los siglos siguientes.

### Canales
En el siglo XIX se construyeron canales que conectaban el Shannon con Dublín. Fueron importantes para el transporte de bienes y mercancías antes de la llegada del ferrocarril. Los más importantes fueron el Gran Canal de Irlanda Grand Canal of Ireland y el Real Canal de Irlanda Royal Canal of Ireland.

## Lista de ríos
Esta es una lista de ríos de toda la isla conocida como Irlanda; es decir, incluye ríos tanto de Irlanda del Norte como de la República de Irlanda.
Los ríos aparecen en el sentido de las agujas del reloj, empezando desde el Foyle condado de Londonderry, y por conveniencia se dividen por jurisdicciones y por el mar en el que cada uno de ellos desemboca.

### En Irlanda del Norte
- Foyle
  - Deele
  - Finn
    - Reelan

  - Mourne
    - Derg
- Bann
  - Main
  - Blackwater (Irlanda del Norte)
- Bush
- Lagan
- Quoile
- Clanrye

### Ríos de la República de Irlanda que desembocan en elmar de Irlanda
- Fane
- Boyne
  - Blackwater (Meath)
- Liffey
- Avoca
  - Avonmore
- Slaney
  - Bann (Wicklow)

### Ríos de la República de Irlanda que desembocan en elmar Celta
- Barrow
  - Nore
    - Kings

  - Tar
- Blackwater (Cork)
  - Awbeg
  - Dalua
  - Bride
- Lee
- Bandon

### Ríos de la República de Irlanda que desembocan en elocéano Atlántico
- Carrowbeg
- Clare
- Corrib
  - Robe (via Loughs Mask y Corrib)
- Doonbeg
- Erne
  - Annalee
- Eske
- Feale
- Garavogue
- Gweebarra
- Kenmare
- Laune
- Moy
- Shannon
  - Deel
  - Maigue
  - Brosna
  - Inny
  - Suck
- Suir
  - Drish
    - Negro
- Swilly

- Datos: Q785898
- Multimedia: Rivers of Ireland / Q785898